# Dante (football)
Pour les articles homonymes, voir Bonfim et Dante.
Dante Bonfim Costa Santos, né le 18 octobre 1983 à Salvador, est un footballeur international brésilien qui évolue au poste de défenseur central en Ligue 1, à l'OGC Nice.

## Biographie

### EC Juventude (2002-2004)
Dante débute en professionnel à la EC Juventude (Brésil) après avoir porté le maillot de nombreux petits clubs (Catuense, Galicia, Capivariano)

### Lille OSC (2004-2006)
En 2004, il rejoint Lille OSC où il débarque au Mercato d'hiver, recruté par Jean-Luc Buisine. Sous le maillot lillois, il remporte la Coupe Intertoto en 2004 et devient vice-champion de France en 2005 mais ne participe qu'à 19 rencontres avec l'équipe A en trois ans. Son jeu à risques en tant qu'arrière gauche ne convient pas à l'entraîneur Claude Puel. Dante a également du mal à s'adapter à un environnement étranger, Lille étant sa première expérience de footballeur hors de son Brésil natal. Il est également en concurrence avec le capitaine du moment, Grégory Tafforeau, qui conserve son poste. Ce passage à Lille est un échec pour le joueur qui découvre cependant le poste de défenseur central où Claude Puel le fait ponctuellement jouer.

### Sporting Charleroi (2006-2007)
Début janvier 2006, il est prêté au Royal Charleroi Sporting Club où il continue jusque fin 2006. À son dernier match face au SV Zulte Waregem, il est sifflé par les supporteurs carolos car il quitte Charleroi pour rejoindre le club rival, le Standard de Liège.

### Standard de Liège (2007-2009)
Avec son nouveau club, il atteint la troisième place qualificative pour la Coupe de l'UEFA mais aussi la finale de la  Coupe de Belgique 2007. Lors de la saison 2007-08, il atteint les demi-finales de la coupe avec le Standard et remporte surtout le titre de champion de Belgique. Il complète son palmarès avec une super coupe de Belgique remportée face à Anderlecht en août 2008.

### Borussia Mönchengladbach (2009-2012)
En 2009, il s'engage pour quatre ans au Borussia Mönchengladbach alors relégable en deuxième division. La première saison, il participe activement au maintien du club en marquant trois buts en une demi-saison.
Lors des deux saisons suivantes, il aide « les poulains » à se maintenir, devenant un des joueurs préférés du Borussia-Park, un club où son ami belgo-brésilien Igor de Camargo (avec qui il avait joué à Liège) le rejoint en 2010. Il est un joueur majeur de l'équipe dirigée par Lucien Favre.

### Bayern Munich (2012-2015)

#### Saison 2012-2013
Le 26 avril 2012, Dante s'engage pour une durée de quatre ans avec le Bayern Munich contre une indemnité de 5 millions d'euros, le transfert prenant effet le 1er juillet 2012. Dès son arrivée au Bayern, Dante démontre l'étendue de son talent et se fait une place dans le 11 de départ de Jupp Heynckes. Il reste un titulaire indiscutable lors de cette saison pendant laquelle le Bayern marche sur l'Europe. Il dispute 45 matchs cette saison-là, et notamment l'intégralité des matchs à élimination directe en Ligue des Champions malgré une concurrence importante en défense centrale (Van Buyten, Badstuber, Jérôme Boateng).
Cette année-là le Bayern Munich remporte la Ligue des champions 2012-2013 face à Dortmund (2-1), le Championnat d'Allemagne, la Coupe d'Allemagne et la Super Coupe d'Allemagne.

#### Saison 2013-2014
L'entraineur Jupp Heynckes quitte le club après un triplé historique, il est remplacé par Pep Guardiola. Dante demeure un titulaire indiscutable, et participe à 48 rencontres en club cette saison. 
Il remporte une nouvelle fois le Championnat d'Allemagne et remporte également la Coupe du monde des clubs 2013 (il ouvre le score lors de la finale), la Supercoupe de l'UEFA et la Coupe d'Allemagne. Mais le club est éliminé en demi-finales de la Ligue des champions par le futur vainqueur de la compétition, le Real Madrid (1-0, 4-0).
En février 2013, il reçoit sa première convocation avec la Seleção. Il est titulaire lors de la défaite en match amical face à l'Angleterre à Wembley.
Il marque son premier but en sélection (quatrième sélection) lors du match de la Coupe des confédérations 2013 contre l'Italie (victoire 4-2).
Le 24 mars 2014 il prolonge son contrat jusqu'en 2017.

#### Saison 2014-2015
Dante remporte avec le Bayern Munich un troisième titre de champion d'Allemagne en trois ans. Le club est une nouvelle fois éliminé au stade des demi-finales de la Ligue des champions par le futur vainqueur de la compétition (FC Barcelone, 3-0, 2-3).

### Wolfsburg (2015-2016)
Le 30 août 2015, le Bayern Munich confirme le départ de Dante pour le VfL Wolfsburg. Concurrencé par Jérôme Boateng et Mehdi Benatia à Munich, son départ s'inscrit dans une volonté de « jouer régulièrement ». Dante dispose d'un contrat de trois ans. Le club termine sa saison à une décevante huitième place en championnat. Le club participe à la Ligue des champions et est éliminé en quarts de finale par le futur vainqueur de la compétition, le Real Madrid (2-0, 0-3).

### OGC Nice (depuis 2016)

#### Rôle dans l’effectif
Dante est devenu un joueur important du club et porte le brassard de capitaine. Il est un défenseur hors norme avec le maillot des aiglons. Il a été élu aiglon du mois à plusieurs reprises.

#### Saison 2016-2017
Le 22 août 2016, Dante quitte Wolfsburg et s'engage en faveur de l'OGC Nice. Il retrouve à Nice l'entraîneur Lucien Favre, qu'il avait connu au Borussia Mönchengladbach. Le recrutement du Brésilien fait suite au rachat du club par de nouveaux investisseurs. Il arrive en compagnie notamment de Mario Balotelli, Younès Belhanda ou Wylan Cyprien afin de renforcer une équipe ayant terminé quatrième du dernier exercice.
Pour sa première saison avec l'OGC Nice, Dante s'impose immédiatement comme un joueur important. Le club réalise une saison exceptionnelle, terminant à la troisième place du championnat derrière l'AS Monaco et le Paris SG avec un total de 78 points historique pour un troisième.

#### Saison 2017-2018
L'OGC Nice réalise un parcours honorable en Europe (victoire en tour préliminaire de Ligue des champions face à l'Ajax Amsterdam avant de s'incliner face au SSC Napoli) puis un parcours en Ligue Europa conclu par une élimination face au Lokomotiv Moscou (0-1, 2-3) qui laisse des regrets. Le club termine sa saison à une modeste huitième place en championnat.
Lors de cette saison Dante devient capitaine de l'OGC Nice à 34 ans.

#### Saison 2018-2019
Lucien Favre débauché par Dortmund, est remplacé par Patrick Vieira au poste d'entraineur.
Ses performances continuent de faire de lui un des joueurs les plus importants du club.

#### Saison 2019-2020
Lors d'une saison tronquée par la crise sanitaire de la COVID-19, le championnat de ligue 1 est arrêté prématurément et l'OGC Nice se voit attribuer la cinquième place du championnat. En participant à 21 rencontres cette saison, Nice devient le club au sein duquel Dante aura joué le plus de matchs. Néanmoins, certains supporters commencent à se plaindre du niveau affiché par le brésilien en raison de son âge vieillissant.

#### Saison 2020-2021
Au cours de cette saison jouée quasi-intégralement sans spectateurs pour des raisons sanitaires, Dante est victime d'une très grave blessure en novembre face à Angers et souffre d'une rupture d'un ligament croisé du genou gauche. À 37 ans, alors qu'il s'agissait de sa dernière année de contrat, la question d'une retraite se pose alors. Mais l'OGC Nice annonce dans la foulée la prolongation de son capitaine pour une année supplémentaire, et Dante dit vouloir travailler afin de revenir au haut niveau. 
Néanmoins, cette blessure sera suivie de très mauvais résultats pour le club niçois qui enchaînera les défaites en l'absence du défenseur brésilien, aboutissant au limogeage de Patrick Vieira, remplacé pour le reste de la saison par son adjoint Adrian Ursea. Jean-Clair Todibo et William Saliba doivent être recrutés à l'intersaison pour pallier le manque laissé par sa blessure.

#### Saison 2021-2022
Dante est réintégré au groupe lors de la pré-saison de l'OGC Nice, huit mois après sa grave blessure. Il rejouera progressivement lors des matchs amicaux estivaux, avant d'être à nouveau installé en tant que titulaire dans le onze niçois, lors de la première journée, par le nouvel entraîneur Christophe Galtier, qui veut faire du brésilien le taulier de sa défense. Rare joueur d'expérience de l'effectif durant cette saison, il formera la charnière centrale avec Todibo. 
Le 3 mars 2022, il prolonge son contrat avec l'OGC Nice pour une saison supplémentaire soit jusqu'en 2023.

#### Saison 2022-2023
Auteur d'un but et de deux passes décisives dans la saison, Dante, toujours capitaine, signe en mai 2023 une nouvelle prolongation de contrat d'un an.

#### Saison 2023-2024
En 2023-2024, Dante prend part à 32 des 34 matchs de l'OGC Nice en championnat, contribuant à la cinquième place du club, ce qui le qualifie pour la Ligue Europa 2024-2025. L'OGC Nice est également la meilleure défense de cette saison de Ligue 1. Dante est auteur d'un but en championnat. À l'issue de la saison, il signe un nouveau contrat d'un an avec le club azuréen.

#### Saison 2024-2025
Régulièrement aligné par le nouvel entraîneur niçois Franck Haise, Dante, toujours capitaine du club, se blesse au genou droit lors d'un entraînement en octobre puis à cette même articulation lors d'un match de championnat contre le RC Strasbourg (2-1) en novembre. Touché au ménisque interne, il est absent des terrains pour plusieurs semaines. Opéré au début du mois de décembre, il reprend la compétition le 3 janvier lors de la réception du Stade rennais en championnat (3-2). Le 13 février, quelques jours après avoir disputé son 300e match sous le maillot niçois, il prolonge son contrat d'une saison.

#### Saison 2025-2026
Cette saison de Dante, annoncée comme étant sa dernière, fait l'objet d'une série documentaire tout au long de l'année par la chaîne de télévision Ligue 1+, diffuseur en France de la Ligue 1.

## Statistiques
| Saison                | Club                     | Championnat           | Championnat | Championnat | Coupe nationale | Coupe nationale | Coupe de la Ligue | Coupe de la Ligue | Supercoupe | Supercoupe | Compétition(s) continentale(s) | Compétition(s) continentale(s) | Compétition(s) continentale(s) | Total | Total |
| Saison                | Club                     | Division              | M.          | B.          | M.              | B.              | M.                | B.                | M.         | B.         | Comp.                          | M.                             | B.                             | M.    | B.    |
| 2002                  | EC Juventude             | Serie A               | 20          | 0           | -               | -               | -                 | -                 | -          | -          | -                              | -                              | -                              | 20    | 0     |
| 2003                  | EC Juventude             | Serie A               | 20          | 1           | -               | -               | -                 | -                 | -          | -          | -                              | -                              | -                              | 20    | 1     |
| 2004                  | EC Juventude             | Serie A               | 13          | 0           | -               | -               | -                 | -                 | -          | -          | -                              | -                              | -                              | 13    | 0     |
| Sous-total            | Sous-total               | Sous-total            | 53          | 1           | -               | -               | -                 | -                 | -          | -          | -                              | -                              | -                              | 53    | 1     |
| 2003-2004             | LOSC Lille               | Ligue 1               | 9           | 0           | 0               | 0               | -                 | -                 | -          | -          | -                              | -                              | -                              | 9     | 0     |
| 2004-2005             | LOSC Lille               | Ligue 1               | 2           | 0           | 1               | 0               | -                 | -                 | -          | -          | IT                             | 4                              | 0                              | 7     | 0     |
| 2005-2006             | LOSC Lille               | Ligue 1               | 1           | 0           | 2               | 1               | -                 | -                 | -          | -          | -                              | -                              | -                              | 3     | 1     |
| Sous-total            | Sous-total               | Sous-total            | 12          | 0           | 3               | 1               | -                 | -                 | -          | -          | -                              | 4                              | 0                              | 19    | 1     |
| 2005-2006             | Royal Charleroi SC       | Jupiler Pro League    | 12          | 1           | 3               | 0               | -                 | -                 | -          | -          | -                              | -                              | -                              | 15    | 1     |
| 2006-2007             | Royal Charleroi SC       | Jupiler Pro League    | 12          | 1           | -               | -               | -                 | -                 | -          | -          | -                              | -                              | -                              | 12    | 1     |
| Sous-total            | Sous-total               | Sous-total            | 24          | 2           | 3               | 0               | -                 | -                 | -          | -          | -                              | -                              | -                              | 27    | 2     |
| 2006-2007             | Standard de Liège        | Jupiler Pro League    | 15          | 0           | 6               | 0               | -                 | -                 | -          | -          | -                              | -                              | -                              | 21    | 0     |
| 2007-2008             | Standard de Liège        | Jupiler Pro League    | 33          | 1           | 6               | 1               | -                 | -                 | -          | -          | C3                             | 4                              | 0                              | 43    | 2     |
| 2008-2009             | Standard de Liège        | Jupiler Pro League    | 15          | 1           | 2               | 0               | -                 | -                 | -          | -          | C1+C3                          | 2+5                            | 0                              | 24    | 1     |
| Sous-total            | Sous-total               | Sous-total            | 63          | 2           | 14              | 1               | -                 | -                 | -          | -          | -                              | 11                             | 0                              | 88    | 3     |
| 2008-2009             | Borussia Mönchengladbach | Bundesliga            | 10          | 3           | 0               | 0               | -                 | -                 | -          | -          | -                              | -                              | -                              | 10    | 3     |
| 2009-2010             | Borussia Mönchengladbach | Bundesliga            | 32          | 3           | 2               | 0               | -                 | -                 | -          | -          | -                              | -                              | -                              | 34    | 3     |
| 2010-2011             | Borussia Mönchengladbach | Bundesliga            | 18          | 2           | 3               | 0               | -                 | -                 | -          | -          | -                              | -                              | -                              | 21    | 2     |
| 2011-2012             | Borussia Mönchengladbach | Bundesliga            | 33          | 0           | 5               | 0               | -                 | -                 | -          | -          | -                              | -                              | -                              | 38    | 0     |
| Sous-total            | Sous-total               | Sous-total            | 93          | 8           | 10              | 0               | -                 | -                 | -          | -          | -                              | -                              | -                              | 103   | 8     |
| 2012-2013             | Bayern Munich            | Bundesliga            | 29          | 1           | 4               | 0               | -                 | -                 | -          | -          | C1                             | 12                             | 0                              | 45    | 1     |
| 2013-2014             | Bayern Munich            | Bundesliga            | 29          | 2           | 7               | 1               | -                 | -                 | -          | -          | C1                             | 11                             | 1                              | 47    | 4     |
| 2014-2015             | Bayern Munich            | Bundesliga            | 27          | 0           | 5               | 0               | -                 | -                 | -          | -          | C1                             | 7                              | 0                              | 39    | 0     |
| 2015-2016             | Bayern Munich            | Bundesliga            | 1           | 0           | 1               | 0               | -                 | -                 | -          | -          | -                              | -                              | -                              | 2     | 0     |
| Sous-total            | Sous-total               | Sous-total            | 86          | 3           | 17              | 1               | -                 | -                 | -          | -          | -                              | 30                             | 1                              | 133   | 5     |
| 2015-2016             | VfL Wolfsburg            | Bundesliga            | 23          | 1           | 1               | 0               | -                 | -                 | -          | -          | C1                             | 9                              | 0                              | 33    | 1     |
| 2016-2017             | OGC Nice                 | Ligue 1               | 33          | 0           | 1               | 0               | -                 | -                 | -          | -          | C3                             | 5                              | 0                              | 39    | 0     |
| 2017-2018             | OGC Nice                 | Ligue 1               | 33          | 1           | 1               | 0               | 2                 | 0                 | -          | -          | C1+C3                          | 4+8                            | 0+1                            | 48    | 2     |
| 2018-2019             | OGC Nice                 | Ligue 1               | 36          | 1           | -               | -               | 1                 | 0                 | -          | -          | -                              | -                              | -                              | 37    | 1     |
| 2019-2020             | OGC Nice                 | Ligue 1               | 21          | 1           | 3               | 0               | 1                 | 0                 | -          | -          | -                              | -                              | -                              | 25    | 1     |
| 2020-2021             | OGC Nice                 | Ligue 1               | 9           | 2           | -               | -               | -                 | -                 | -          | -          | C3                             | 2                              | 0                              | 11    | 2     |
| 2021-2022             | OGC Nice                 | Ligue 1               | 34          | 0           | 4               | 0               | -                 | -                 | -          | -          | -                              | -                              | -                              | 38    | 0     |
| 2022-2023             | OGC Nice                 | Ligue 1               | 37          | 1           | 1               | 0               | -                 | -                 | -          | -          | C4                             | 11                             | 0                              | 49    | 1     |
| 2023-2024             | OGC Nice                 | Ligue 1               | 32          | 1           | 3               | 0               | -                 | -                 | -          | -          | -                              | -                              | -                              | 35    | 1     |
| 2024-2025             | OGC Nice                 | Ligue 1               | 25          | 0           | -               | -               | -                 | -                 | -          | -          | C3                             | 3                              | 0                              | 28    | 0     |
| 2025-2026             | OGC Nice                 | Ligue 1               | -           | -           | -               | -               | -                 | -                 | -          | -          | C1                             | 1                              | 0                              | 1     | 0     |
| Sous-total            | Sous-total               | Sous-total            | 260         | 7           | 13              | 0               | 4                 | 0                 | -          | -          | -                              | 34                             | 1                              | 311   | 8     |
| Total sur la carrière | Total sur la carrière    | Total sur la carrière | 614         | 24          | 61              | 3               | 4                 | 0                 | -          | -          | -                              | 88                             | 2                              | 767   | 29    |

### En sélection nationale
| Saison                | Sélection             | Phases finales        | Phases finales | Phases finales | Éliminatoires | Éliminatoires | Matchs amicaux | Matchs amicaux | Total | Total |
| Saison                | Sélection             | Compétition           | M              | B              | M             | B             | M              | B              | M     | B     |
| --------------------- | --------------------- | --------------------- | -------------- | -------------- | ------------- | ------------- | -------------- | -------------- | ----- | ----- |
| 2012-2013             | Brésil                | Confédérations 2013   | 1              | 0              | -             | -             | 3              | 0              | 4     | 0     |
| 2013-2014             | Brésil                | Coupe du monde 2014   | 1              | 0              | -             | -             | 7              | 1              | 8     | 1     |
| Total sur la carrière | Total sur la carrière | Total sur la carrière | 3              | 1              | -             | -             | 10             | 1              | 13    | 2     |

### Buts en sélection
| Buts internationaux de Dante | Buts internationaux de Dante | Buts internationaux de Dante                | Buts internationaux de Dante  | Buts internationaux de Dante | Buts internationaux de Dante | Buts internationaux de Dante | Buts internationaux de Dante |
| But                          | Date                         | Lieu                                        | Compétition                   | Résultat                     | Adversaire                   | Détails                      | Détails                      |
| ---------------------------- | ---------------------------- | ------------------------------------------- | ----------------------------- | ---------------------------- | ---------------------------- | ---------------------------- | ---------------------------- |
| 1er                          | 22 juin 2013                 | Arena Fonte Nova, Salvador de Bahia, Brésil | Coupe des confédérations 2013 | V 4-2                        | Italie                       | 45+1e                        | 1-0                          |
| 2e                           | 16 novembre 2013             | Sun Life Stadium, Miami, États-Unis         | Amical international          | V 5-0                        | Honduras                     | 55e                          | 2-0                          |

## Palmarès

### En club
Après avoir été formé dans son pays natal, le Brésil, Dante rejoint l'Europe, en signant au Lille OSC avec qui il remporte la Coupe Intertoto en 2004.
Il rejoint ensuite le Standard de Liège où il sera Champion de Belgique deux saisons consécutives en 2008 et 2009 et vainqueur de la Supercoupe de Belgique en 2008. Il est également finaliste de la Coupe de Belgique l'année précédente.
Mais c'est avec le Bayern Munich qu'il va inscrire les plus belles lignes à son palmarès. Durant l'année 2013, l'équipe remporte tout : la Ligue des champions, la Coupe du monde des clubs, la Supercoupe de l'UEFA, et la Bundesliga. C'est la première équipe allemande à réussir cet exploit. Il est ensuite champion d'Allemagne en 2014, 2015 et 2016, remporte deux Coupes d'Allemagne, en 2013 et 2014, ainsi que la Supercoupe d'Allemagne en 2012.

### En sélection
Avec l'équipe du Brésil, il compte treize sélections pour deux buts et remporte la Coupe des confédérations en 2013. Il participe également à la Coupe du monde 2014 et est titulaire lors de la défaite contre l'Allemagne en 2014 sept buts à un.
| Lille OSC (1)                            | Standard de Liège (3) | Bayern Munich (10) | OGC Nice                             | Équipe du Brésil (1)                              |
| ---------------------------------------- | --- | --- | ------------------------------------ | ------------------------------------------------- |
| - Coupe Intertoto (1) - Vainqueur : 2004 | - Championnat de Belgique (2) - Champion : 2008, 2009 - Supercoupe de Belgique (1) - Vainqueur : 2008 - Coupe de Belgique - Finaliste : 2007 | - Championnat d'Allemagne (4) - Champion : 2013, 2014, 2015, 2016 - Coupe d'Allemagne (2) - Vainqueur : 2013, 2014 - Supercoupe d'Allemagne (1) - Vainqueur : 2012 - Finaliste : 2013, 2014 - Ligue des champions (1) - Vainqueur : 2013 - Supercoupe de l'UEFA (1) - Vainqueur : 2013 - Coupe du monde des clubs (1) - Vainqueur : 2013 | - Coupe de France - Finaliste : 2022 | - Coupe des confédérations (1) - Vainqueur : 2013 |